# Planh
Der Planh (oc. planh aus lat. planctus „Wehklagen“) ist ein Klagelied der altprovenzalischen Trobadordichtung. Er beklagt den Tod eines Freundes, der Geliebten, eines Fürsten oder Gönners, manchmal auch ein öffentliches Unglück. In seiner Themenwahl ist er damit ähnlich wie die Complainte breit gefächert. Er entwickelte sich analog zum mittelalterlichen Planctus, der zwar ursprünglich eine gestaltete Totenklage war, aber auch andere Inhalte aufnehmen konnte, wie z. B. in Konrads von Megenberg politischer Klageschrift Planctus ecclesiae in Germaniam (1337) oder Konrads von Zimmern Planctus Augiae.
Der Planh ist als Kanzonenstrophe geformt und wird – trotz seiner Bauform – meist zur Gattung der Sirventes gezählt bzw. überschneidet sich mit diesen, da anders als in panegyrischen Klagen eine objektive Kritik des Toten Platz hatte, nicht nur Lob, sondern auch Tadel zuließ.
Es sind ca. 40 Werke dieser Art überliefert, unter ihnen Gaucelms Planh auf den Tod von Richard Löwenherz (Ende des 12. Jahrhunderts), ein Lied des Giraut de Bornelh über den Tod des Vizegrafen Adémar V. von Limoges (2. Hälfte des 12. Jahrhunderts), sowie eines von Bertran de Born.